# Ophiura micracantha
Ophiura micracantha är en ormstjärneart som beskrevs av Hubert Lyman Clark 1911. Ophiura micracantha ingår i släktet Ophiura och familjen fransormstjärnor. Inga underarter finns listade i Catalogue of Life.